# Nízký tarif
Nízký tarif (dříve pojmenován jako noční proud) je označení pro sníženou cenovou sazbu za elektrickou energii. Nízký tarif mají odběratelé s tzv. dvoutarifní sazbou, což v praxi znamená střídání intervalů levnějšího nízkého a dražšího vysokého tarifu. Nejvíc hodin nízkého tarifu nabízí sazba D57d. Aby mohl odběratel využívat dvoutarifní sazbu, musí splnit určitá pravidla, která stanovuje distributor elektřiny. Obecně ti odběratelé, kteří elektřinou pouze svítí, vaří či napájejí běžné elektrospotřebiče, platí vždy cenu za kWh ve vysokém tarifu (VT). Ostatní (například odběratelé kteří mají doma boiler, přímotop nebo tepelné čerpadlo) mohou využívat výhod střídání nižších cen NT a vyšších cen u VT.
Nízký tarif byl dříve provozován během nočních hodin (odsud starší název noční proud). Dnes je již rozprostřen do celého dne podle druhu sazby, kterou má odběratel elektrické energie. Nízký tarif lze využívat 8 až 22 hodin za den.

## Důvod zavedení nízkého tarifu
Hlavním cílem nízkého tarifu je regulace spotřeby elektrické energie. Pokud je odběr malý, aktivuje se nízký tarif pomocí hromadného dálkového ovládání (HDO). Během nízkého tarifu odbírají elektrickou energii energeticky náročné spotřebiče jako jsou bojlery nebo závlahová čerpadla. Naproti tomu jsou majitelé těch zařízení povinni je blokovat během vysokého tarifu.
Na nízkém tarifu, respektive přebytku elektrické energie, fungují také přečerpávací vodní elektrárny.

## Kdy platí nízký tarif
Každý region má dobu platnosti nízkého tarifu jinou. Vždy je nutné zjistit časy spínání jednotlivých HDO u svého distributora elektrické energie podle HDO kódu, který je uveden na přijímači HDO. Ten bývá umístěn v rozvodné skříni vedle elektroměru, nebo v případě novějších zařízení je HDO přímo součástí elektroměru. Kód se nejčastěji skládá z kombinace čísel a písmen A, B a P, např. A1B2P2.